# Tour de Colombie
Ne pas confondre avec le Tour Colombia et le Tour de Colombie féminin.
Le Tour de Colombie est une course cycliste par étapes disputée en Colombie. Sa première édition eut lieu en 1951. Elle fait partie de l'UCI America Tour de 2005 à 2017.

## Palmarès

### Podiums
| Année | Vainqueur                    | Deuxième                | Troisième                     |
| ----- | ---------------------------- | ----------------------- | ----------------------------- |
| 1951  | Efraín Forero                | Roberto Cano            | Pedro Nel Gil                 |
| 1952  | José Beyaert                 | Humberto Varisco (es)   | Pedro Nel Gil                 |
| 1953  | Ramón Hoyos                  | José Beyaert            | Héctor Mesa                   |
| 1954  | Ramón Hoyos                  | Justo Londoño           | Héctor Mesa                   |
| 1955  | Ramón Hoyos                  | Honorio Rua             | Reinaldo Medina               |
| 1956  | Ramón Hoyos                  | Jorge Alfonso Luque     | Efraín Forero                 |
| 1957  | José Gómez del Moral         | Efraín Forero           | Jorge Alfonso Luque           |
| 1958  | Ramón Hoyos                  | Hernán Medina Calderón  | Honorio Rua (en)              |
| 1959  | Rubén Darío Gómez            | Hernán Medina Calderón  | Honorio Rua (en)              |
| 1960  | Hernán Medina Calderón       | Roberto Buitrago (en)   | Rubén Darío Gómez             |
| 1961  | Rubén Darío Gómez            | Hernán Medina Calderón  | Roberto Buitrago (en)         |
| 1962  | Roberto Buitrago (en)        | Martín Emilio Rodríguez | Javier Suárez (es)            |
| 1963  | Martín Emilio Rodríguez      | Rubén Darío Gómez       | Pablo Enrique Hernández (es)  |
| 1964  | Martín Emilio Rodríguez      | Rubén Darío Gómez       | Pablo Enrique Hernández (es)  |
| 1965  | Javier Suárez (es)           | Martín Emilio Rodríguez | Rubén Darío Gómez             |
| 1966  | Martín Emilio Rodríguez      | Javier Suárez (es)      | Carlos Montoya (es)           |
| 1967  | Martín Emilio Rodríguez      | Javier Suárez (es)      | Álvaro Pachón                 |
| 1968  | Pedro Julio Sánchez          | Javier Suárez (es)      | Fulgencio Sánchez (es)        |
| 1969  | Pablo Enrique Hernández (es) | Martín Emilio Rodríguez | Gustavo Rincón                |
| 1970  | Rafael Antonio Niño          | Gustavo Rincón          | Miguel Samacá                 |
| 1971  | Álvaro Pachón                | Miguel Samacá           | Rafael Antonio Niño           |
| 1972  | Miguel Samacá                | Carlos Campana          | Gonzalo Marín                 |
| 1973  | Rafael Antonio Niño          | Miguel Samacá           | Álvaro Pachón                 |
| 1974  | Miguel Samacá                | Norberto Cáceres        | Luis Hernán Díaz              |
| 1975  | Rafael Antonio Niño          | José Patrocinio Jiménez | Carlos Siachoque              |
| 1976  | José Patrocinio Jiménez      | Plinio Casas            | Arturo Matamoros              |
| 1977  | Rafael Antonio Niño          | José Patrocinio Jiménez | Alfonso Flórez                |
| 1978  | Rafael Antonio Niño          | Alfonso Flórez          | Gonzalo Marín                 |
| 1979  | Alfonso Flórez               | Julio Alberto Rubiano   | José Patrocinio Jiménez       |
| 1980  | Rafael Antonio Niño          | Alfonso Flórez          | José Patrocinio Jiménez       |
| 1981  | Fabio Parra                  | Julio Alberto Rubiano   | Epifanio Arcila               |
| 1982  | Cristóbal Pérez              | Rafael Acevedo          | Israel Corredor               |
| 1983  | Alfonso Flórez               | Luis Herrera            | José Patrocinio Jiménez       |
| 1984  | Luis Herrera                 | Francisco Rodríguez     | Fabio Parra                   |
| 1985  | Luis Herrera                 | Fabio Parra             | Manuel Ignacio Gutiérrez (es) |
| 1986  | Luis Herrera                 | Omar Hernández          | Israel Corredor               |
| 1987  | Pablo Wilches                | Luis Herrera            | Gustavo Wilches               |
| 1988  | Luis Herrera                 | Álvaro Mejía            | Pablo Wilches                 |
| 1989  | Oliverio Rincón              | Fabio Parra             | Reynel Montoya                |
| 1990  | Gustavo Wilches              | Héctor Patarroyo        | Francisco Rodríguez           |
| 1991  | Álvaro Sierra                | Óscar de Jesús Vargas   | Martín Farfán                 |
| 1992  | Fabio Parra                  | Luis Espinosa (en)      | Luis Alberto González (en)    |
| 1993  | Carlos Mario Jaramillo       | Édgar Ruiz (en)         | Israel Ochoa                  |
| 1994  | José Jaime González          | Álvaro Sierra           | Carlos Mario Jaramillo        |
| 1995  | José Jaime González          | Juan Diego Ramírez      | Álvaro Sierra                 |
| 1996  | Miguel Sanabria (es)         | Héctor Iván Palacio     | Luis Alberto González (en)    |
| 1997  | José Castelblanco            | Jair Bernal (en)        | Héctor Iván Palacio           |
| 1998  | José Castelblanco            | Iván Parra              | Libardo Niño                  |
| 1999  | Carlos Alberto Contreras     | Alexis Rojas (en)       | Félix Cárdenas                |
| 2000  | Héctor Iván Palacio          | Élder Herrera           | Héctor Castaño                |
| 2001  | Hernán Buenahora             | Juan Diego Ramírez      | Jairo Hernández               |
| 2002  | José Castelblanco            | Élder Herrera           | Libardo Niño                  |
| 2003  | Libardo Niño                 | Félix Cárdenas          | Álvaro Sierra                 |
| 2004  | Libardo Niño                 | Jairo Hernández         | Heberth Gutiérrez             |
| 2005  | Libardo Niño                 | Walter Pedraza          | Álvaro Sierra                 |
| 2006  | José Castelblanco            | Daniel Rincón           | Álvaro Sierra                 |
| 2007  | Santiago Botero              | Hernán Buenahora        | Israel Ochoa                  |
| 2008  | Giovanni Báez                | Mauricio Ortega         | Alejandro Ramírez             |
| 2009  | José Rujano                  | Freddy Montaña          | César Salazar                 |
| 2010  | Sergio Henao                 | José Rujano             | Francisco Colorado            |
| 2011  | Félix Cárdenas               | Giovanni Báez           | Freddy Montaña                |
| 2012  | Félix Cárdenas               | Alejandro Ramírez       | Flober Peña                   |
| 2013  | Óscar Sevilla                | Alex Cano               | Mauricio Ortega               |
| 2014  | Óscar Sevilla                | Fernando Camargo        | Alexis Camacho                |
| 2015  | Óscar Sevilla                | Mauricio Ortega         | Luis Felipe Laverde           |
| 2016  | Mauricio Ortega              | Óscar Sevilla           | Alex Cano                     |
| 2017  | Aristóbulo Cala              | Alex Cano               | Juan Pablo Suárez             |
| 2018  | Jonathan Caicedo             | Juan Pablo Suárez       | Óscar Sevilla                 |
| 2019  | Fabio Duarte                 | Salvador Moreno         | Óscar Sevilla                 |
| 2020  | Diego Camargo                | Óscar Sevilla           | Juan Pablo Suárez             |
| 2021  | José Tito Hernández          | Alexander Gil           | Aristóbulo Cala               |
| 2022  | Fabio Duarte                 | Hernando Bohórquez      | Julián Cardona                |
| 2023  | Rodrigo Contreras            | Wilson Peña             | Aldemar Reyes                 |
| 2024  | Rodrigo Contreras            | Diego Camargo           | Wilson Peña                   |
| 2025  | Rodrigo Contreras            | Diego Camargo           | Yeison Reyes                  |

| Victoires | Coureur                 | Pays     | Années                               |
| --------- | ----------------------- | -------- | ------------------------------------ |
| 6         | Rafael Antonio Niño     | Colombie | 1970, 1973, 1975, 1977, 1978 et 1980 |
| 5         | Ramón Hoyos             | Colombie | 1953, 1954, 1955, 1956 et 1958       |
| 4         | Martín Emilio Rodríguez | Colombie | 1963, 1964, 1966 et 1967             |
| 4         | Luis Herrera            | Colombie | 1984, 1985, 1986 et 1988             |
| 4         | José Castelblanco       | Colombie | 1997, 1998, 2002 et 2006             |
| 3         | Libardo Niño            | Colombie | 2003, 2004 et 2005                   |
| 3         | Óscar Sevilla           | Espagne  | 2013, 2014 et 2015                   |
| 3         | Rodrigo Contreras       | Colombie | 2023, 2024 et 2025                   |
| 2         | Rubén Darío Gómez       | Colombie | 1959 et 1961                         |
| 2         | Miguel Samacá           | Colombie | 1972 et 1974                         |
| 2         | Alfonso Flórez          | Colombie | 1979 et 1983                         |
| 2         | Fabio Parra             | Colombie | 1981 et 1992                         |
| 2         | José Jaime González     | Colombie | 1994 et 1995                         |
| 2         | Félix Cárdenas          | Colombie | 2011 et 2012                         |
| 2         | Fabio Duarte            | Colombie | 2019 et 2022                         |

| Victoires | Pays                        |
| --------- | --------------------------- |
| 69        | Colombie                    |
| 4         | Espagne                     |
| 1         | France, Venezuela, Équateur |

## Tour de Colombie des moins de 23 ans
Cinquante-quatre éditions de la Vuelta de la Juventud ont déjà eu lieu et ont couronné de futurs grands champions du cyclisme colombien.
| Année | Vainqueur             | Deuxième               | Troisième                |
| ----- | --------------------- | ---------------------- | ------------------------ |
| 1968  | Manuel Puerto         | Augusto Estrada        | Luis Reategui            |
| 1969  | Alberto Duarte        | Ramiro Tangarife       | Carlos Zapata            |
| 1970  | Rafael Antonio Niño   | Pedro Rodas            | Juan de Dios Morales     |
| 1971  | Jorge Correa          | Wilfredo Insuasty      | Carlos Campaña           |
| 1972  | Efrain Pulido         |                        |                          |
| 1973  | Guillermo Mejía       | Hugo Hernández         | José Vargas              |
| 1974  | Julio Alberto Rubiano | Hugo Hernández         | Segundo Gomajoa          |
| 1975  | Manuel Gutiérrez      | Juan Pachón            | José López               |
| 1976  | Faustino Cristancho   | Rafael Acevedo         | Jorge Figueroa           |
| 1977  | Orlando Figueroa      | William Cañon          | Rafael Acevedo           |
| 1978  | Carlos Tolosa         | Fabio Parra            | Fabio Casas              |
| 1979  | Fabio Parra           | Carlos Emiro Gutiérrez | Héctor Orozco            |
| 1980  | Martín Ramírez        | Samuel Cabrera         | Israel Corredor          |
| 1981  | Gerardo Moncada       | Omar Hernández         | Marco León               |
| 1982  | Néstor Mora           | Nilton Ortiz           | José Vicente Díaz        |
| 1983  | Eduardo Acevedo       |                        |                          |
| 1984  | Juan Carlos Castillo  | Henry Cárdenas         | Luis Alberto González    |
| 1985  | William Palacio       | Luis Alberto González  | Alberto Camargo          |
| 1986  | José Vincente Díaz    | Josué López            | Héctor Castaño           |
| 1987  | Josué López           | Martín Farfán          | Luis Saavedra            |
| 1988  | Álvaro Mejía          | Oliverio Rincón        | Hernán Buenahora         |
| 1989  | Oliverio Rincón       | Augusto Triana         | Jairo Obando             |
| 1990  | Edgar Ruiz (en)       | Ruber Marín            | José Ibáñez              |
| 1991  | Omar Trompa           | Argiro Zapata          | Juan Carlos Vargas       |
| 1992  | Raúl Montaña          | Argiro Zapata          | Juan Diego Ramírez       |
| 1993  | Jairo Hernández       | Freddy Moncada (en)    | Ramón García             |
| 1994  | Freddy Moncada (en)   | Giovanny Huertas       | Carlos Alberto Contreras |
| 1995  | Iván Parra            | Hernán Darío Bonilla   | César Goyeneche          |
| 1996  | Víctor Hugo Peña      | Oved Yesid Ramírez     | César Goyeneche          |
| 1997  | Iván Parra            | Marlon Pérez           | Daniel Rincón            |
| 1998  | Marlon Pérez          | Luis Orán Castañeda    | Edilberto Suárez         |
| 1999  | Mauricio Ardila       | Luis Orán Castañeda    | Alexander Giraldo        |
| 2000  | Mauricio Ardila       | Mauricio Ortega        | Javier González          |
| 2001  | Luis Felipe Laverde   | Mauricio Henao         | Giovanny Chacón          |
| 2002  | Alejandro Ramírez     | Mauricio Soler         | Wilson Cepeda            |
| 2003  | Juan Carlos López     | Alejandro Ramírez      | Mauricio Soler           |
| 2004  | Mauricio Soler        | Rafael Infantino       | Julián Rodas             |
| 2005  | Fabio Duarte          | Edwin Parra            | Arley Montoya            |
| 2006  | Fabio Duarte          | Alejandro Serna        | Edwin Parra              |
| 2007  | Óscar Sánchez         | Juan Pablo Villegas    | Wilson Grisales          |
| 2008  | Sergio Henao          | Fabio Duarte           | Cayetano Sarmiento       |
| 2009  | Carlos Betancur       | Edison Mahecha         | Ramiro Rincón            |
| 2010  | Javier Gómez          | Edward Beltrán         | Daniel Jaramillo         |
| 2011  | Daniel Jaramillo      | Michael Rodríguez      | Ronald Gómez             |
| 2012  | Ronald Gómez          | James Jaramillo        | Sebastián Henao          |
| 2013  | César Villegas        | Daniel Jaramillo       | Sebastián Henao          |
| 2014  | Miguel Ángel López    | Brayan Ramírez         | Hernando Bohórquez       |
| 2015  | Richard Carapaz       | Aldemar Reyes          | Jhonatan Restrepo        |
| 2016  | Diego Cano            | Cristian Muñoz         | Hernán Aguirre           |
| 2017  | Sergio Martínez       | Cristian Muñoz         | Germán Chaves            |
| 2018  | Luis Fernando Jiménez | Alejandro Osorio       | Cristian Muñoz           |
| 2019  | Jesús David Peña      | Adrián Bustamante      | Camilo Ardila            |
| 2020  | Diego Camargo         | Óscar Galvis           | Germán Gómez             |
| 2021  | Jesús David Peña      | Didier Merchán         | Germán Gómez             |
| 2022  | Germán Gómez          | Juan Tito Rendón       | Frank Flórez             |
| 2023  | Germán Gómez          | Cristian Rico          | Jhonatan Chaves          |
| 2024  | Héctor Molina         | Diego Pescador         | Jaider Muñoz             |
| 2025  | Juan Felipe Rodríguez | Estiven García         | Yonatan Castro           |